# Master Love
Pour plus de détails, voir Fiche technique et Distribution.
Master Love est un film français réalisé par Robert Péguy, sorti en 1946.

## Fiche technique
- Titre : Master Love
- Réalisation : Robert Péguy
- Scénario et dialogues : Robert Péguy et Pierre Maudru
- Photographie : Georges Clerc
- Musique : Vincent Scotto
- Décors : Raymond Druart
- Son : Louis Kieffer
- Montage : Renée Guérin et Andrée Sélignac
- Production : B.A.P. Films
- Pays d'origine :  France
- Langue : français
- Format :  Noir et blanc - Son mono
- Genre : Comédie
- Durée : 95 minutes
- Date de sortie : 
  - France : 24 juillet 1946

## Distribution
- Claude May
- Fernand Fabre
- Léon Belières
- Georges Lannes
- Simone Allain
- Eddy Edmond
- André Bervil
- Colette Brosset
- Charles Lemontier
- Yvonne Claudie
- Jacques Derives